# Mare di Alborán
Il Mare di Alborán (in spagnolo Mar de Alborán; in arabo بحر البوران‎?, Baḥr al-Būrān; in inglese Alboran Sea), storicamente Mar Iberico, è la porzione più occidentale del Mediterraneo, compresa fra la Spagna a nord e il Marocco a sud e delimitata a ovest dallo stretto di Gibilterra, che connette il Mediterraneo all'Oceano Atlantico.

## Descrizione
È attraversato sia da correnti profonde provenienti da est, che portano l'acqua a maggiore contenuto salino del Mediterraneo nell'Atlantico, sia dalle correnti superficiali che seguono il tragitto inverso. Il risultato di questo scambio è la presenza, nel Mare di Alborán, di movimenti rotatori circolari delle masse d'acqua.
Essendo una zona di transizione fra il Mediterraneo e l'Atlantico, questo mare ospita specie caratteristiche delle due zone: notevole la presenza di tursiopi, oltre che dell'ultima popolazione di focene del Mediterraneo. Inoltre, vengono qui a nutrirsi le tartarughe marine dell'intero Mediterraneo, attratte dall'abbondante nutrimento a disposizione.
Questo bacino ospita inoltre popolazioni di pesci soggette alla pesca commerciale, come le sardine e il pesce spada; l'uso indiscriminato della pesca a strascico ha messo in pericolo l'equilibrio della fauna ittica.
È punteggiato da numerose piccole isole, fra le quali Alborán da cui prende il nome; gran parte di questi isolotti appartengono alla Spagna, anche se alcuni sono situati nella piattaforma continentale africana.
Il mare è circondato a nord, est e sud da un arco montuoso chiamato Arco di Gibilterra, continuazione della Cordigliera Betica spagnola e delle montagne del Rif marocchino. Questo complesso montuoso è considerato dagli ecologi come uno dei punti caldi per la biodiversità. Infatti, così come il mare di Alborán è un ambiente di transizione fra Mediterraneo e Atlantico, questo complesso montuoso è punto di transizione fra l'ecologia del Mediterraneo e quella della cosiddetta Macaronesia.
L'influenza dell'Atlantico ha infatti fatto sì che le fluttuazioni climatiche degli ultimi milioni di anni toccassero solo minimamente queste zone, facendo sì che alcune specie estinte in altre parti del bacino del Mediterraneo siano sopravvissute in queste zone.